# Макс Ернст

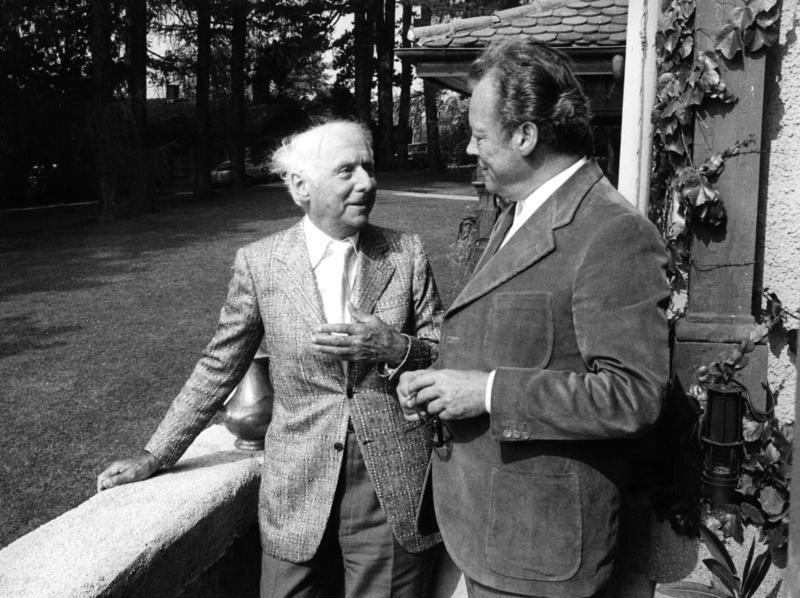
Макс Ернст з Вілі Брантом

Ма́кс Е́рнст (нім. Max Ernst; 2 квітня 1891, Брюль — 1 квітня 1976, Париж) — німецький художник та скульптор дадаїзму та сюрреалізму.

## Біографія
Макс Ернст був сином вчителя глухонімих Філіпа Ернста (Philipp Ernst) та його дружини Луїзи.
До малювання схилив Макса батько. Після закінчення гімназії він почав у 1910 р. студіювати у Рейнському університеті імені Фридриха Вільгельма в Бонні (Rheinische Friedrich-Wilhelms-Universität Bonn) філософію, психологію та історію мистецтва. Тут він познайомився з експресіоністом Августом Маке (August Macke).
З серпня 1914 р. по листопад 1918 р. Ернст перебував на фронтах Першої світової війни у Франції та Польщі. У 1918 році він одружується з Луїзою Штраус. У 1920 році у них народжується син Ганс-Ульрих (1920—1984), який пізніше став відомим у США під іменем Джиммі Ернст (Jimmy Ernst) як сюрреалістичний художник. у 1926 році шлюб було розірвано.

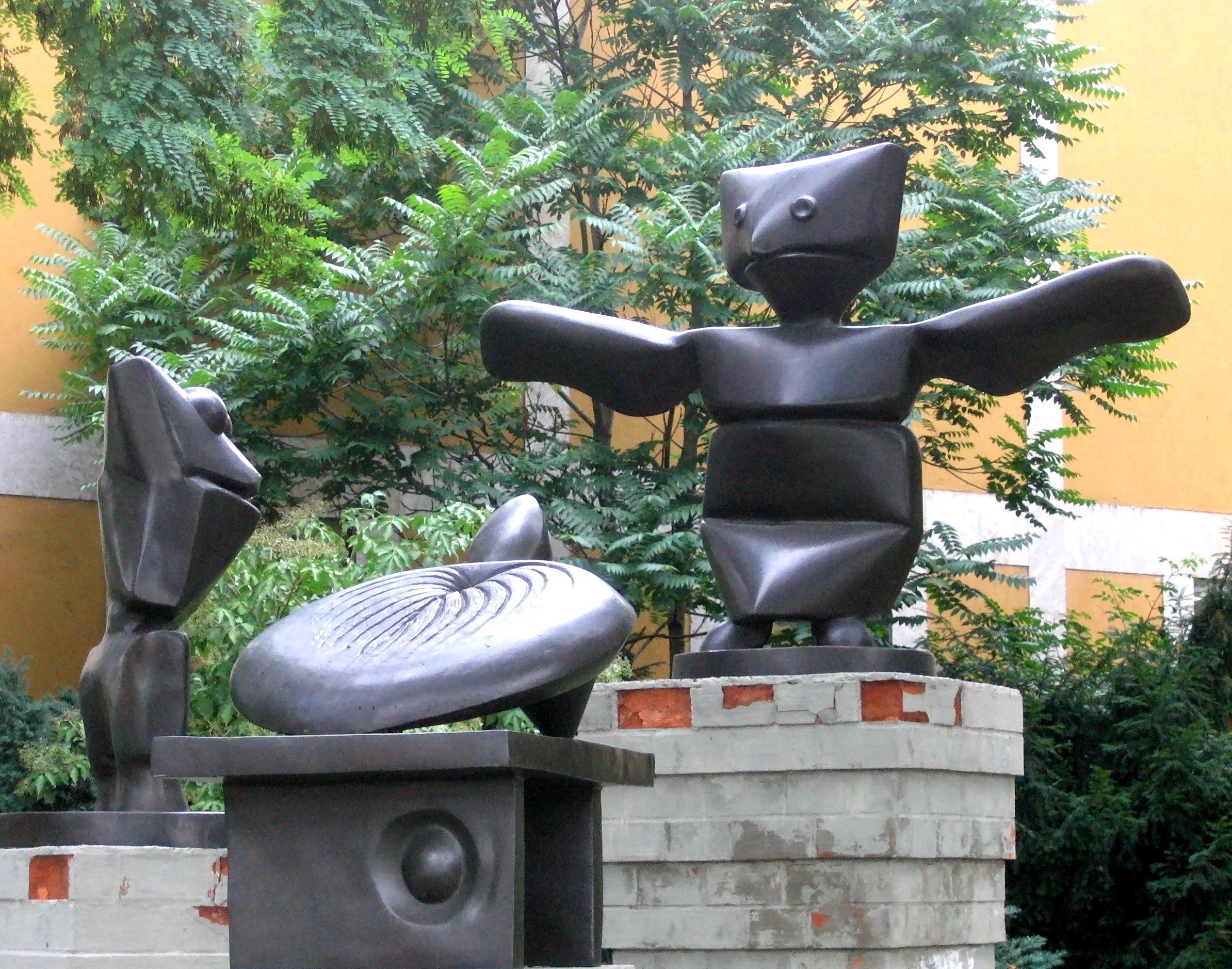
«Асистент», «Жаба» та «Черепаха», 1967
перед Lenbachhaus у Мюнхені

У 1918 разом з Гансом Арпом (Hans Arp) Ернст засновує у Кельні групу дада, в роботі якої бере участь також його дружина Луїза Штраус-Ернст (Luise Straus-Ernst). В 1919 р. знайомиться з Паулем Клеє.
У 1920 році Ернст знайомиться з Полем Елюаром та його дружиною Галою (Gala Éluard Dalí) і переїздить до Парижу, де він у 1924 р. розвиває колаж як художню техніку і винаходить техніку фроттажа — переносу різних фактур, що дозволяє фіксувати мимовільні зображення й нагадує «автоматичний лист» сюрреалістів. Починаючи з 1924 року Ернст стає одним с найважливіших художників сюрреалізму. Після вилучення з групи Елюаром тримається на відстані.
Ернстова Прекрасна садівниця (1924 р.), портрет оголеної Гали, був показаний на глумливій виставці «Звиродніле мистецтво» («Entartete Kunst»), від того часу картина вважається втраченою.
В 1926 разом з Міро оформляє спектаклі трупи Сергія Дягілєва. Знімається у фільмі Луїса Бунюеля «Золотий вік» (1930), пізніше Бунюель знімає його у фільмі «Симеон Пустельник», (1965).
В 1935 звертається до скульптури, починає відвідувати майстерню Джакометті.
В 1937 зустрічається з Леонорою Керрінгтон (Leonora Carrington). Вони переїздять до St. Martin d'Ardèche, де живуть у віддаленому селянському домі. Тут, незважаючи на тяжкі умови, Ернст завершує такі важливі твори, як «Трохи спокою» та «Захоплюючий кипарис».
З початком Другої світової війни його було інтерновано як підданого країни-супротивника, але через кілька тижнів відпущено. Починаючи з зими 1939 року його багато разів арештовують.
В 1938 впливова меценатка Пеггі Гуггенгайм (Peggy Guggenheim) купує значну частину робіт Ернста і виставляє їх у своєму музеї в Лондоні. У 1941 році з її допомогою Ернсту вдається через Іспанію та Лісабон перебратися до США, де він справляє значний вплив на формування абстрактного експресіонізму в американському живописі. В 1942 р. він одружується з Пеггі Гуггенгайм, але цей шлюб виявляється нетривким. Вже у 1946 році він розриває шлюб та одружується у Beverly Hills з художницею Доротеєю Таннінг (Dorothea Tanning). В тому самому році він виграє конкурс Bel-Ami своєю картиною «Спокуса св. Антонія».
Тісно спілкується з Марселем Дюшаном і Марком Шагалом. В 1948 публікує велике есе «По ту сторону живопису».
У 1953 році він повертається назад до Франції. В 1952 його прийнято до блазнівського «Коллежу патафізики». Облаштовується в Парижі, бере участь у венеціанській Біенналє (Biennale di Venezia) 1954 року, де він отримує велику нагороду в категорії «Малярство». Макс Ернст був учасником documenta 1 (1955), documenta II (1959), documenta III (1964), та postum documenta 8 (1987) у Касселі.
В 1963 переселяється на південний схід Франції, у провансальське містечко Сейян (деп. Вар).
Стосунок Ернста до рідного міста Брюль (Brühl) був довгий час потьмарений, з огляду на події, на тлі яких відбулася його перша персональна виставка у Німеччині в 1951 році. У 1966 році він відмовився від почесного громадянства. Вперше він відвідав Брюль у 1971 р., щоб бути присутнім на освячені «Колодязя Макса Ернста» («Max-Ernst-Brunnen») перед ратушею.
У 1975 р. велику ретроспективну виставка Ернста було розгорнуто в музеї Соломона Гуггенгайма в Нью-Йорку і у Національній галереї Гран-Пале в Парижу.
У 1976 році Ернста було удостоєно Ґосларської Кайзерської Обручки (Goslarer Kaiserring). Він помер за день до своєї 85-ї річниці 1 квітня 1976 р. у Парижі. Після кремації його було поховано в колумбарії цвинтаря Пер-Лашез.
На честь художника, в його рідному місті Брюль у 2005 році відкрило новий Музей Макса Ернста (Max Ernst Museum Brühl).

## Художня творчість

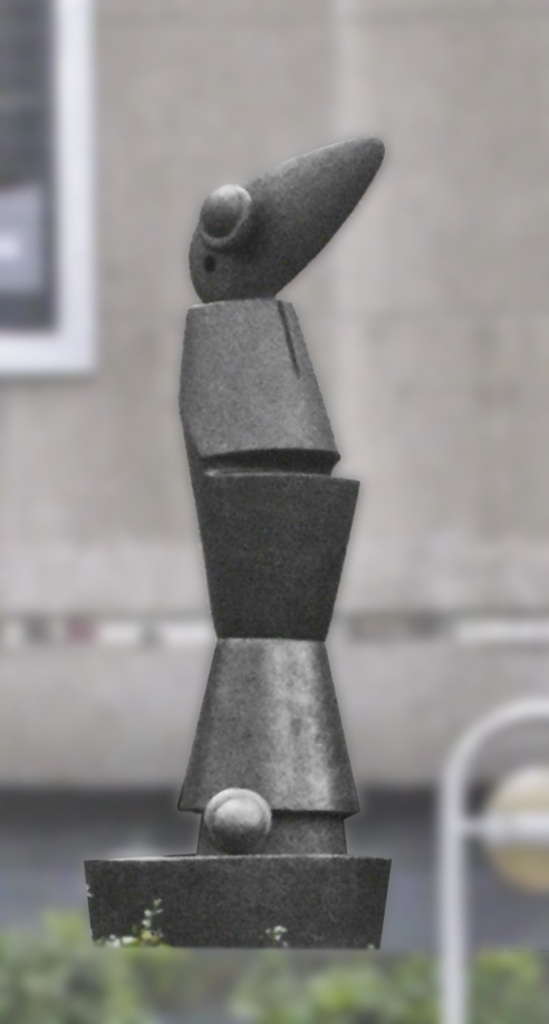
Макс Ернст, Хабакук перед Kunsthalle в Дюссельдорфі

Ернст відхиляв традиційну техніку академічного олійного малярства і шукав інспірації насамперед у (керованому) випадку, напр. через випадково знайдені фактури деревини або листя, які він потім опрацьовував за шістьома принципами випадковості: фроттаж, гратаж, декалькоманія, фумаж, dripping піском та фарбою (порівн. Action Painting Джексона Поллака). Ці техніки він частково винайшов сам. Перед усім у 1932 р. було видано також друковані коллажні романи з гравюрами по дереву. Мотив, що весь час повторюється в Ернста — це птах, а точніше персонаж «вождя птахів Лоплопа», що знову і знову з'являється, починаючи від паризьких часів, і який можна тлумачити чимось на кшталт Alter Ego художника.

## Вибрані твори
- 1922, «Beim Rendezvous der Freunde», Museum Ludwig, Köln
- 1923, «Heilige Cäcilie — Das unsichtbare Klavier», Staatsgalerie, Stuttgart
- 1925, «Histoire Naturelle», Tehran Museum of Contemporary Art, Teheran, Iran
- 1927, «Forêt et soleil», Saarlandmuseum, Saarbrücken
- 1928, «Die Erwählte des Bösen», Neue Nationalgalerie, Berlin
- 1929, «La Femme 100 tetes», Collagenroman.
- 1940, «La Toilette de la mariée», Guggenheim Museum, New York, USA
- 1946, «Die Versuchung des Heiligen Antonius», Duisburg, Wilhelm-Lehmbruck-Museum
- 1950, «Götterbote», Frottage, Neue Nationalgalerie, Berlin